# Sunrise Movement

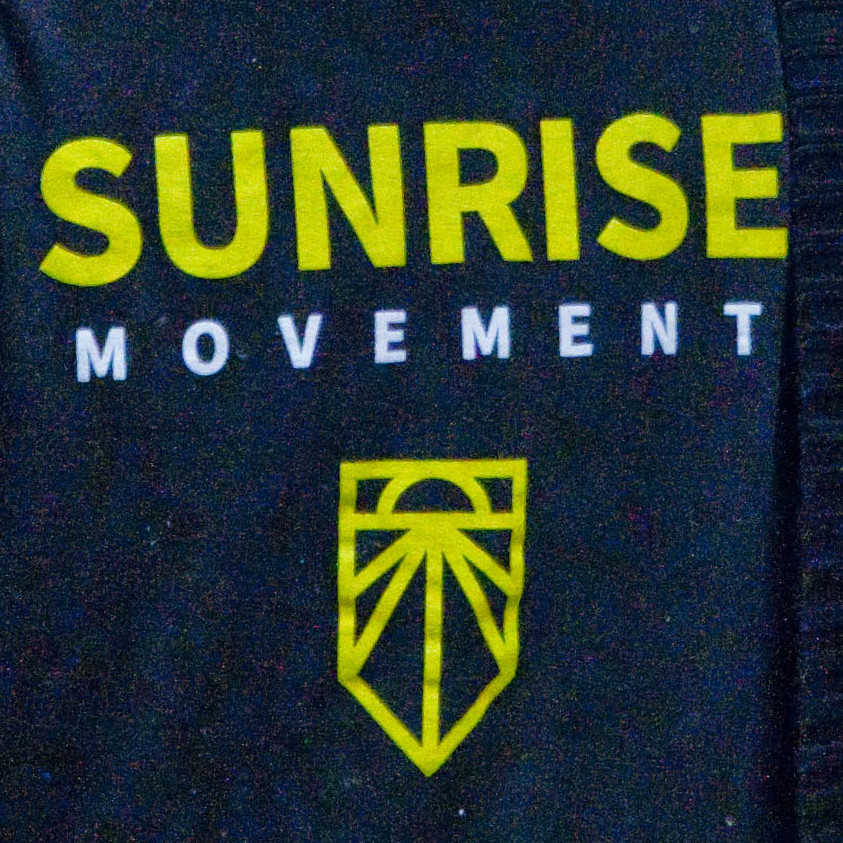

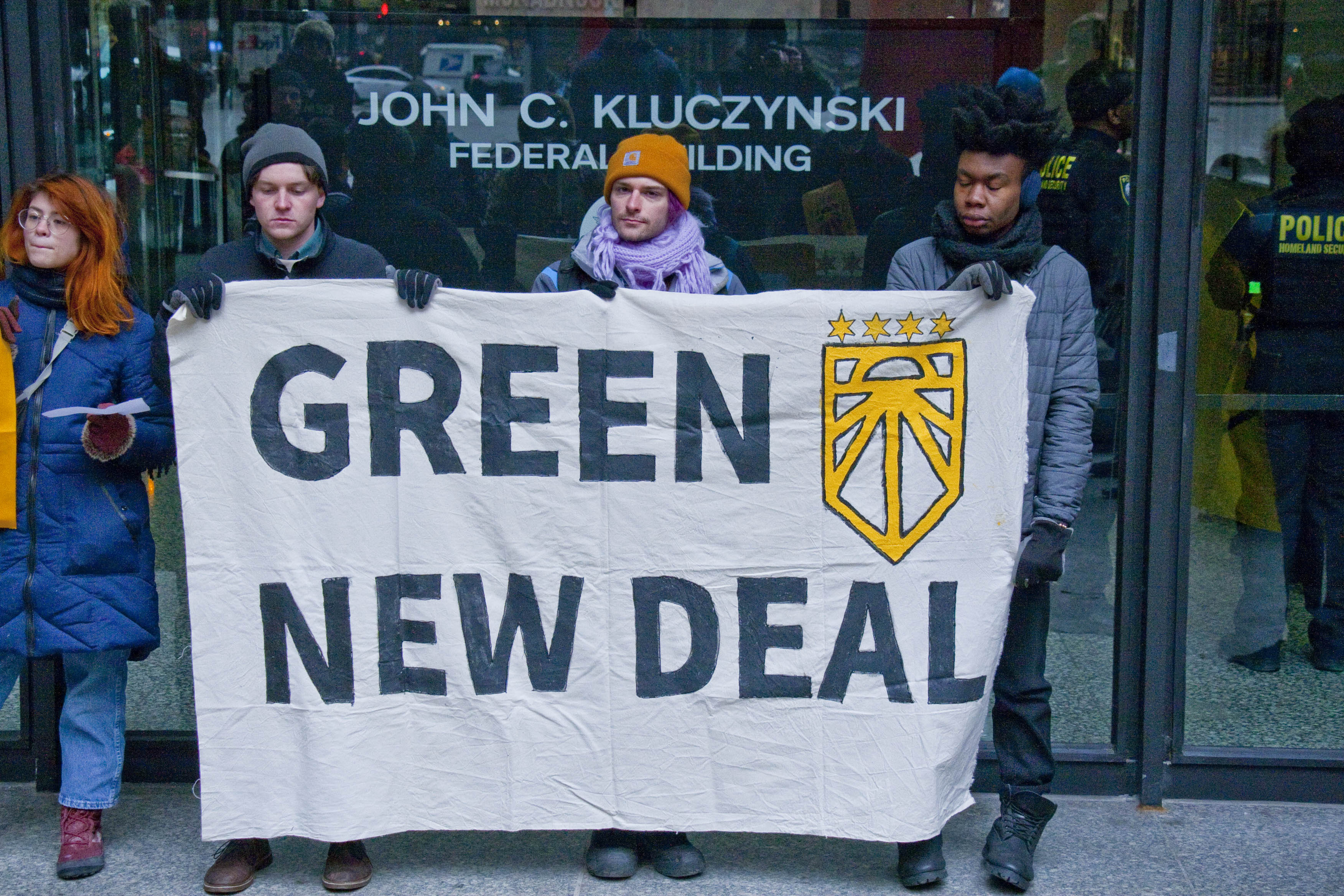
Banner für einen Green New Deal (2019).

Sunrise Movement ist eine 2017 in den Vereinigten Staaten entstandene Graswurzelbewegung, die sich für einen Green New Deal als Lösung der Klimakrise einsetzt.

## Ziele
Sunrise zielt auf die Beseitigung des Treibhausgasausstoßes aus Elektrizität, Verkehr, verarbeitendem Gewerbe, Landwirtschaft und anderen Bereichen binnen 10 Jahren, den vollständigen Umstieg auf erneuerbare Energien und die Sicherung einer Arbeitsplatzgarantie.

## Geschichte
Sunrise wurde 2017 überwiegend von mittzwanzigjährigen Mitgliedern gegründet. Zu den Gründern gehörte Evan Weber. Kurz nach den Wahlen in den Vereinigten Staaten im Jahr 2018 besetzte die Bewegung das Büro der Politikerin Nancy Pelosi und wurde dabei von der Politikerin Alexandria Ocasio-Cortez unterstützt. Zu den bekanntesten Mitgliedern der Bewegung gehören Varshini Prakash und Stephen O’Hanlon.

## Kritik
Sunrise steht der CO2-Abscheidung und -Speicherung offenbar gespalten gegenüber; so war die Forderung danach, die in einer ursprünglichen Fassung eines Thesenpapiers enthalten war, in der Endfassung nicht mehr enthalten. In der Wissenschaft gelten derartige Verfahren als unabdingbar, um die im Übereinkommen von Paris vereinbarten 1,5-Grad- und Zwei-Grad-Ziele überhaupt noch einhalten zu können, was zu Kritik an Sunrise führte.

## Netzwerk
Sunrise ähnelt anderen Bewegungen mit vergleichbaren Zielen, darunter L’Affaire du siècle in Frankreich, Extinction Rebellion im Vereinigten Königreich, Fridays for Future in Europa oder Mums for a Safe Climate in Australien. Mit letzterer gemeinsam rief sie für den 27. September 2019 zum Earth Strike auf, einer der bisher größten Klimaprotestaktionen.
Die Bewegung ist Mitglied der Progressiven Internationalen.